# إدوارد آرثر لانكستر
إدوارد آرثر لانكستر هو سياسي كندي، ولد في 22 سبتمبر 1860 في لندن في المملكة المتحدة، وتوفي في 4 يناير 1916 في سانت كاثرينز في كندا. حزبياً، نشط في حزب كندا المحافظ. وقد انتخب عضو مجلس العموم الكندي.